# زبرماهی نیوزیلندی
زبرماهی نیوزیلندی (نام علمی: Aulotrachichthys novaezelandicus) نام یک گونه از سرده زبرماهی‌های تابناک است.